# Festival Minimondi
Festival Minimondi è una manifestazione letteraria che si tiene a Parma dal 2001 che, con diverse iniziative, intende promuovere la letteratura e l'illustrazione per ragazzi, agendo sotto l'Alto Patronato della Presidenza della Repubblica Italiana. 

## Festival annuale
Nell'intento di promuovere la familiarità dei ragazzi con la lettura, l'associazione Minimondi organizza ogni anno l'omonimo "festival di letteratura e illustrazione per ragazzi", giunto nel 2015 alla quindicesima edizione. 
La nascita dell'iniziativa e dell'associazione si devono all'opera di Silvia Barbagallo, ex libraia in Parma, divenuta organizzatrice di manifestazioni culturali ed editoriali, che ricopre la carica di Presidente e direttrice artistica della manifestazione. L'iniziativa è partita da un'idea condivisa con Annalisa Chiesi.

## Altre iniziative
Al di fuori dell'evento principale e temporalmente circoscritto del Festival, l'associazione svolge la sua attività di promozione della letteratura per l'infanzia durante tutto il resto dell'anno, attraverso iniziative che si avvalgono della collaborazione di soggetti e realtà istituzionali diffusi sul territorio, che vanno dai genitori alle istituzioni scolastiche, dagli editori agli autori, dalle librerie alle biblioteche, dai musei ai cinema e ai teatri. Tali iniziative vedono anche il coinvolgimento di educatori, pedagogisti e altri soggetti esperti.
Tra le iniziative diffuse, vi sono una serie di "incontri con l'autore", realizzati presso scuole e istituzioni bibliotecarie del paese, con lo scopo di avvicinare tra di loro gli attori della letteratura per ragazzi, gli scrittori e il pubblico di lettori.